# Stanisław Jurek
Stanisław Jurek (ur. 12 marca 1938 w Łękach Dolnych) – polski duchowny katolicki, proboszcz parafii św. Mateusza Apostoła i Ewangelisty w Mielcu.

## Życiorys
Jest synem Leona i Marii z domu Sok. Uczęszczał do Liceum Ogólnokształcącego w Pilźnie, gdzie w 1956 zdał egzaminy maturalne. Studia teologiczne odbył w Wyższym Seminarium Duchownym w Tarnowie i 24 czerwca 1962 przyjął święcenia kapłańskie. Pracował jako wikariusz w parafii Porąbka Uszewska (1962-1966), św. Mikołaja w Bochni (1966-1971) i św. Jakuba w Brzesku (1971-1980). W 1980 został mianowany proboszczem parafii św. Mateusza w Mielcu. Przyczynił się do wprowadzenia wieczystej adoracji Najświętszego Sakramentu (1985), powstania i rozwoju parafialnych oddziałów lub kół katolickich organizacji społecznych, m.in. Stowarzyszenia Rodzin Katolickich, Akcji Katolickiej, Katolickiego Stowarzyszenia Młodzieży, Straży Honorowej Najświętszego Serca Pana Jezusa i Rycerstwa Niepokalanej. Doprowadził do gruntownego odnowienia zabytkowego kościoła św. Mateusza i pozostałych budynków parafialnych oraz ich otoczenia, a także wybudował kaplicę Najświętszego Serca Pana Jezusa w Wojsławiu oraz odnowił kościół pomocniczy św. Marka nad Wisłoką. W latach 1986–1996 pełnił funkcję dziekana dekanatu Mielec Północ. W 2002 nadano mu godność prałata honorowego Jego Świątobliwości. Był kapelanem TG „Sokół” w Mielcu. W 1997 w plebiscycie organizowanym przez Tygodnik Regionalny "Korso" otrzymał tytuł „Człowiek Roku 1996 w Mielcu”. 
W 2008 przeszedł na emeryturę i pozostał w parafii św. Mateusza w Mielcu jako penitencjarz. W 2009 otrzymał tytuł „Zasłużonego dla NSZZ Solidarność”. Odznaczony został Złotym Krzyżem Zasługi (2018), w 2022 otrzymał Krzyż Kawalerski Orderu Odrodzenia Polski.